# 晚清十大高手
清朝末期，除了黃飛鴻、霍元甲外，還有較不為人知的國父孫中山先生貼保鑣杜心武、太極八卦掌泰斗蕭海川等等10位晚清武術家，被後世稱為「晚清十大高手」。

## 列表
| 姓名                                                                          | 外號                    | 出身地                     | 成名武學                     | 備註 |
| 晚清十大高手                                                                  | 晚清十大高手            | 晚清十大高手               | 晚清十大高手                 | 晚清十大高手 |
| ----------------------------------------------------------------------------- | ----------------------- | -------------------------- | ---------------------------- | --- |
| 董海川                                                                        | 董八卦                  | 直隸省順天府文安縣         | 拳術: 八卦掌                 | （1797年－1882年）。八卦掌拳術的創始人。                                                                               |
| 王正誼， 字子斌， 乳名安子， 人稱「小五子」                                   | 大刀王五                | 河北滄州                   | 武器: 大刀                   | （1844年－1900年）。源順鏢局始創人。                                                                                   |
| 黃飛鴻， 原名「黃錫祥」， 字「達雲」， 號「飛鴻」， 幼名「飛熊」。            |                         | 廣東佛山                   | 拳術: 洪拳                   | （1847年－1925年）。「廣東十虎」黃麒英之子，黃飛鴻亦為後補廣東十虎。                                                   |
| 霍元甲                                                                        |                         | 河北滄州                   | 拳術: 迷蹤拳，又名燕青拳。   | （1869年－1910年）。祖籍河北滄州，世居天津，精武體育會任總教習，擅長祖傳。                                             |
| 王子平， 字永安。                                                             | 千斤王                  | 河北滄州                   | 拳術: 滑拳、查拳             | （1881年－1973年）。回族，上海八大傷科醫師之一，晚年時總結一生心得撰寫並出版《拳術二十法》、《祛病延年二十勢》等著作。 |
| 杜心武， 又名星武， 字慎媿， 號儒俠。                                         | 道號「斗米觀」居士      | 湖南慈利                   | 拳術: 自然門                 | （1869年－1953年）。自然門的一代宗師。因為他身材瘦削，被稱為「俠骨」。                                                 |
| 韩慕侠， 原名韓金鏞。                                                         |                         | 河北天津                   | 拳術: 形意拳、八卦掌         | （1877年－1947年）。和霍元甲同鄉並齊名的大師，武林大師張占魁弟子，黃埔軍校首席國術教官。                               |
| 燕子李三， 歷史上曾經有好幾個人用過「燕子李三」的名號，其中三人活於晚清時期。 | 李雲龍， 乳名「小龍兒」 | 河北滄州獻縣臨河鄉東鎮上村 | 輕功、飛簷走壁               | （1837年－?年）。據史書文獻資料記載的年代最早「燕子李三」，擅長輕功飛簷走壁。                                          |
| 燕子李三， 歷史上曾經有好幾個人用過「燕子李三」的名號，其中三人活於晚清時期。 | 李芬                    | 薊縣                       | 輕功                         | （1868年－1933年）。這位李三生前並未獲得燕子李三的榮譽稱號，只是憑一部文學作品在身後被追認為燕子李三。                 |
| 燕子李三， 歷史上曾經有好幾個人用過「燕子李三」的名號，其中三人活於晚清時期。 | 李鴻， 字景華。         | 河北涿州                   | 少林                         | （1898年－1936年）。历史上存在多个自称“燕子李三”的人，其中最和原型接近的一个是河北涿州的老“燕子李三”李景华。           |
| 孫祿堂， 原名孫福全， 字祿堂。                                                | 虎頭少保 天下第一手     |                            | 拳術: 形意拳、八卦掌、太極拳 | （1860年－1933年）。形意拳、八卦掌、太極拳名家，孫氏太極拳的創始人。                                                   |
| 郭雲深                                                                        |                         |                            | 拳術: 形意拳                 | （1820年－1901年）。形意拳大師，李洛能八大弟子之一。                                                                   |